# غيلبرت إم. إل. جونسون
غيلبرت إم. إل. جونسون (بالإنجليزية: Gilbert M. L. Johnson)‏ هو ضابط أمريكي، ولد في 4 نوفمبر 1837 في إنديانا في الولايات المتحدة، وتوفي في 9 يناير 1871 في هنتسفيل في الولايات المتحدة.